# Bacia do Chade

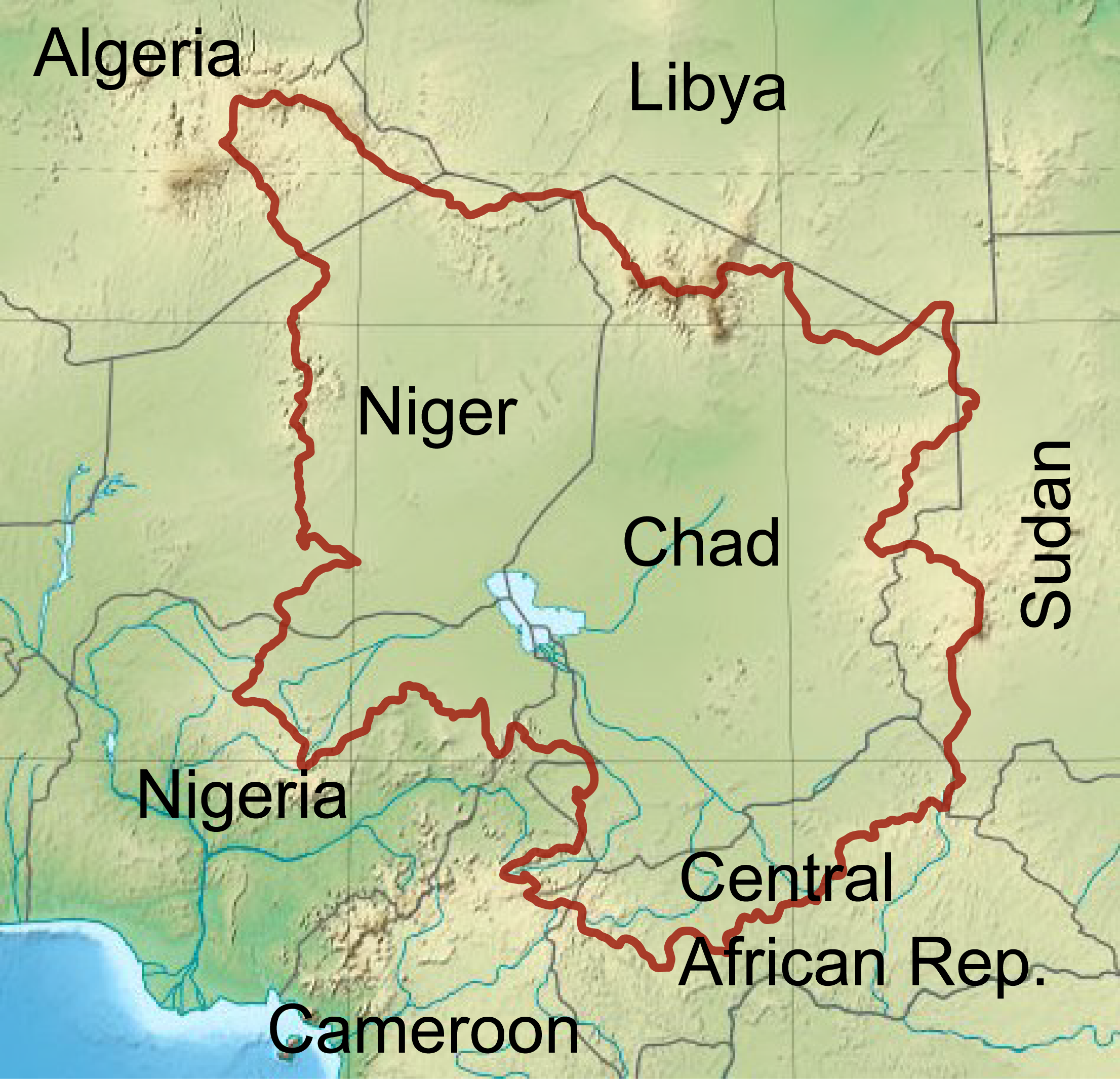
Contorno da Bacia do Chade

A Bacia do Chade é a maior bacia endorreica da África, centrada aproximadamente no Lago Chade. Não possui saída para o mar e contém grandes áreas de deserto semiárido e savana. A bacia de drenagem é aproximadamente coextensiva à bacia sedimentar de mesmo nome, mas estende-se mais para nordeste e leste.
A bacia abrange quatro nações modernas, incluindo a maior parte do Chade e grande parte do Níger, Nigéria e Camarões. Uma combinação de represas, aumento da irrigação, mudanças climáticas e redução das chuvas está causando escassez de água. O Lago Chade continua a encolher.
A região tem uma população etnicamente diversa em rápido crescimento. O efeito combinado da construção de novas barragens, do aumento da retirada de água para irrigação e da redução das chuvas está produzindo escassez de água, levando ao encolhimento do Lago Chade e ao crescimento do terrorismo principalmente pelo Boko Haram e pelo Estado Islâmico na África Ocidental na região. 